# レイモンド・カーヴァー
レイモンド・クリーヴィー・カーヴァー・ジュニア（Raymond Clevie Carver Jr.、1938年5月25日 - 1988年8月2日）は、アメリカの小説家、詩人。
短編小説・ミニマリズムの名手として、ヘミングウェイやチェーホフと並び称されることも多い。

## 人物
オレゴン州クラッツカニーに生まれる。1941年、ワシントン州ヤキマに移る。1957年6月、当時16歳のメアリアン・バークと結婚。長女の誕生後にカリフォルニア州チコのカリフォルニア州立大学チコ校に入学、夜間働きながら創作クラスでジョン・ガードナーに師事する。1960年にフンボルト・ステート・カレッジに移籍し、この頃から学校の文芸誌の執筆や編集作業を始める。
1967年8月、一家でカリフォルニア州パロ・アルトに移住。同地で将来の担当編集者ゴードン・リッシュと知り合う。
1971年、短編「でぶ」がジョセフ・ヘンリー・ジャクソン賞の「特別推薦」に選出され、『ハーパーズ・バザール』に掲載される。1972年、スタンフォード大学より奨学金を得て、カリフォルニア大学バークレー校創作科の客員講師となる。
1976年3月、短編小説集『頼むから静かにしてくれ』をゴードン・リッシュの協力を得て刊行。カーヴァーにとって初の大手出版社からの出版となった。しかし、その矢先にアルコール中毒で入退院を繰り返し、同年10月、メアリアンと別居。1977年にアルコール依存症治療施設に入所。同年11月、テキサス州ダラスの作家会議において、詩人のテス・ギャラガーと出会い、交際を始める。
1979年3月、ニューヨーク州のシラキュース大学の英文学教授に任命される。1980年1月から同大学の教壇に立つ。1982年メアリアンと離婚。1983年9月に『大聖堂』を出版、同年オー・ヘンリー賞を受賞（1988年にも受賞）。1986年には『ベスト・アメリカン・ショート・ストーリーズ 1986』のゲスト編集者を務める。
1987年9月、肺から出血し、肺がんの診断を受ける。更に脳にも転移しており、放射線治療等を受ける。1988年6月17日、テスと結婚。8月2日、ワシントン州ポートエンジェルスの自宅で死去した。50歳没。『ザ・ニューヨーカー』1987年6月1日号に掲載された「使い走り」が生前最後の作品となった。
1989年9月22日、BBCがカーヴァーの生涯と著作を扱ったドキュメンタリー番組『夢とは覚めるもの（Dreams Are What You Wake Up From）』を放映。

## 日本での紹介
文芸誌『海』1983年5月号の特集「今日の海外文学-21- レイモンド・カーヴァー」に掲載された7つの短編が、最初に翻訳された作品である。この特集は翻訳者の村上春樹が自ら持ち込んだ企画であり、カーヴァーの日本紹介の先鞭をつけた。村上は同年7月、中央公論社より作品集『ぼくが電話をかけている場所』を出版。以来ほとんどの作品の翻訳を手がけることとなる。
1984年夏、村上は国務省の招待でアメリカに渡った際、カーヴァーの自宅を訪問する。この訪問は今日までつづく村上とテス・ギャラガーの交流のきっかけともなった。村上によれば、カーヴァーにインタビューした日本人は村上と宮本美智子の二人だけだという。
2004年7月、『レイモンド・カーヴァー全集』（中央公論新社）全8巻が完結。

## 作品

### 作品集
| タイトル                                                                      | 出版年月日    | 出版社                                    | 内容               | 日本語版 |
| ----------------------------------------------------------------------------- | ------------- | ----------------------------------------- | ------------------ | --- |
| Near Klamath                                                                  | 1968年        | サクラメント州立大学 イングリッシュクラブ | 詩集               | |
| Winter Insomnia                                                               | 1970年4月     | カヤック・プレス                          | 詩集               | |
| At Night the Salmon Move                                                      | 1976年2月     | キャプラ・プレス                          | 詩集               | |
| 頼むから静かにしてくれ Will You Please Be Quiet, Please?                      | 1976年3月9日  | マグロー・ヒル社                          | 小説               | 『THE COMPLETE WORKS OF RAYMOND CARVER 1 頼むから静かにしてくれ』 （中央公論社、1991年2月20日）                 |
| 怒りの季節 Furious Seasons and Other Stories                                  | 1977年11月    | キャプラ・プレス                          | 小説               | |
| 愛について語るときに我々の語ること What We Talk About When We Talk About Love | 1981年4月20日 | クノップフ社                              | 小説               | 『THE COMPLETE WORKS OF RAYMOND CARVER 2 愛について語るときに我々の語ること』 （中央公論社、1990年8月20日）     |
| ファイアズ (炎) Fires: Essays, Poems, Stories                                 | 1983年4月14日 | キャプラ・プレス                          | エッセイ 詩集 小説 | 『THE COMPLETE WORKS OF RAYMOND CARVER 4 ファイアズ（炎）』 （中央公論社、1992年9月20日）                       |
| 大聖堂 Cathedral                                                              | 1983年9月15日 | クノップフ社                              | 小説               | 『THE COMPLETE WORKS OF RAYMOND CARVER 3 大聖堂』 （中央公論社、1990年5月20日）                                 |
| 水と水とが出会うところ Where Water Comes Together with Other Water            | 1985年5月1日  | ランダムハウス                            | 詩集               | 『水の出会うところ : レイモンド・カーヴァー詩集』 （論創社、1989年9月、黒田絵美子訳）                           |
| 水と水とが出会うところ Where Water Comes Together with Other Water            | 1985年5月1日  | ランダムハウス                            | 詩集               | 『THE COMPLETE WORKS OF RAYMOND CARVER 5 水と水とが出会うところ／ウルトラマリン』 （中央公論社、1997年9月25日） |
| ウルトラマリン Ultramarine                                                    | 1986年11月7日 | ランダムハウス                            | 詩集               | 『海の向こうから : レイモンド・カーヴァー詩集』 （論創社、1990年7月、黒田絵美子訳）                             |
| ウルトラマリン Ultramarine                                                    | 1986年11月7日 | ランダムハウス                            | 詩集               | 『THE COMPLETE WORKS OF RAYMOND CARVER 5 水と水とが出会うところ／ウルトラマリン』 （中央公論社、1997年9月25日） |
| 象 Elephant and Other Stories                                                 | 1988年8月4日  | コリンズ・ハーヴィル社                    | 小説               | 『THE COMPLETE WORKS OF RAYMOND CARVER 6 象／滝への新しい小径』 （中央公論社、1994年3月7日）                    |
| 滝への新しい小径 A New Path to the Waterfall                                  | 1989年6月15日 | アトランティック・ マンスリー・プレス     | 詩集               | 『THE COMPLETE WORKS OF RAYMOND CARVER 6 象／滝への新しい小径』 （中央公論社、1994年3月7日）                    |

### 編集版
| タイトル                                                                                | 出版年月日    | 出版社                                | 内容                    | 日本語版                                                                                              |
| --------------------------------------------------------------------------------------- | ------------- | ------------------------------------- | ----------------------- | --- |
| Where I'm Calling From: New and Selected Stories                                        | 1988年5月     | アトランティック・ マンスリー・プレス | 小説                    | |
| 英雄を謳うまい No Heroics, Please: Uncollected Writings                                 | 1992年6月9日  | ヴィンテージ・ブックス                | 小説 詩集 エッセイ 書評 | 『THE COMPLETE WORKS OF RAYMOND CARVER 7 英雄を謳うまい』 （中央公論新社、2002年7月7日）              |
| Short Cuts: Selected Stories                                                            | 1993年9月14日 | ヴィンテージ・ブックス                | 小説 詩                 | |
| All of Us: The Collected Poems                                                          | 1998年        | クノップフ社                          | 詩集                    | |
| 必要になったら電話をかけて Call If You Need Me: The Uncollected Fiction and Other Prose | 2001年1月9日  | ヴィンテージ・ブックス                | 小説 エッセイ ほか      | 『THE COMPLETE WORKS OF RAYMOND CARVER 8 必要になったら電話をかけて』 （中央公論新社、2004年7月25日） |
| ビギナーズ Beginners                                                                    | 2009年11月1日 | ジョナサン・ケープ                    | 小説                    | 『ビギナーズ』 （中央公論新社、2010年3月30日）                                                        |

### その他
- 『Dostoevsky: A Screenplay』（キャプラ・プレス、1985年12月）
カーヴァーとテス・ギャラガーの共作。映画監督のマイケル・チミノから依頼を受けて書いた映画用の脚本である[注 6]。
- 『Carver Country: The World of Raymond Carver』（チャールズ・スクリブナーズ・サンズ、1990年9月7日）
ボブ・エーデルマンの写真集。カーヴァーの小説やエッセイの一節、詩、未発表の手紙などが写真と交互に掲載されている。日本語版として『カーヴァー・カントリー』（中央公論社、1994年10月7日、村上春樹・訳）がある。